# Conistra albistigma
Conistra albistigma är en fjärilsart som beskrevs av Franz Dannehl 1926. Conistra albistigma ingår i släktet Conistra och familjen nattflyn. Inga underarter finns listade i Catalogue of Life.